# Ceratispa latirostris
Ceratispa latirostris es un coleóptero de la familia Chrysomelidae.
Fue descrita científicamente en 1885 por Gestro.